# Anthops ornatus
Anthops ornatus е вид бозайник от семейство Подковоносови (Rhinolophidae).

## Разпространение
Видът е разпространен в Папуа Нова Гвинея и Соломонови острови.